# Erebia velocissima
Erebia velocissima är en fjärilsart som beskrevs av Hans Fruhstorfer 1918. Erebia velocissima ingår i släktet Erebia och familjen praktfjärilar. Inga underarter finns listade i Catalogue of Life.